# M'Tal
M'Tal (àrab امطل) és una comuna rural de la província de Sidi Bennour de la regió de Casablanca-Settat. Segons el cens de 2014 tenia una població total de 9.913 persones.